# Luka Butschukuri
Luka Butschukuri (georgisch ლუკა ბუჩუკური englisch Luka Buchukuri; * 20. Mai 2004) ist ein georgischer Skirennläufer.

## Karriere
Butschukuri gab sein internationales Renndebüt beim Europäischen Olympischen Winter-Jugendfestival 2021 in Vuokatti, wobei er im Slalom ausschied und die Qualifikation für den Parallelslalom verpasste. 
2022 wurde er georgischer Vizemeister im Riesenslalom. Im darauffolgenden Jahr nahm er an seinen ersten Alpinen Skiweltmeisterschaften teil. Bei den Wettkämpfen in Courchevel bzw. Méribel erreichte er als beste Platzierung Rang 46 im Riesenslalom.
Bei den Weltmeisterschaften 2025 in Saalbach belegte er im Riesenslalom den 53. Platz. Während des ersten Durchgangs war es zu einer gefährlichen Situation gekommen. Der vor Butschukuri gestartete Portugiese Corentin Gatignol stürzte kurz vor dem Ziel und blieb neben einem Tor liegen. Butschukuri wurde jedoch nicht abgewunken und fuhr nur knapp an dem noch auf der Strecke liegenden Gatignol vorbei.

## Erfolge

### Weltmeisterschaften
- Courchevel/Méribel 2023: 46. Riesenslalom, 64. Slalom
- Saalbach 2025: 53. Riesenslalom

### Winter World University Games
- Bardonecchia 2025: 37. Slalom, 64. Riesenslalom

### Europäisches Olympisches Winter-Jugendfestival
- Vuokatti 2021: DNF Slalom, DNQ Parallelslalom

### Weitere Erfolge
- Georgischer Vizemeister im Riesenslalom (2022)